# محمد جهاد العموري
"محمد جهاد" إبراهيم أحمد العموري (أبو جهاد؛ 1938 – ) سياسي وقائد عسكري فلسطيني برتبة لواء ركن، ولد ونشأ في مدينة طولكرم الفلسطينية، يعد أحد القادة المؤسسين والرئيسيين لحركة التحرير الوطني الفلسطيني - فتح، وأحد أبرز شخصيات الثورة الفلسطينية المعاصرة، وشغل مناصب قيادية رفيعة في حركة فتح، وكان عضوًا في كل من اللجنة المركزية لحركة فتح والمجلس الثوري للحركة والمجلس الاستشاري العام للحركة، وهو من الشخصيات القيادية لمنظمة التحرير الفلسطينية، وعضو المجلس الوطني الفلسطيني، ومن المُقربين جدًا للزعيم الفلسطيني ياسر عرفات، وأحد أشد مُعارضي اتفاق أوسلو، وقد أصر على عدم العودة إلى فلسطين في ظل السيطرة الإسرائيلية.

## نشأته
وُلد "محمد جهاد" إبراهيم أحمد العموري في مدينة طولكرم الفلسطينية عام 1938، وبعد ثلاثة أشهر من ميلاده فقد اغتالت قوات الانتداب البريطانية في طولكرم والده إبراهيم العموري القائد في الثورة الفلسطينية الكبرى وهدمت منزلهم بالمدينة.
تلقى محمد جهاد العموري تعليمه في المدرسة الفاضلية التاريخية في مدينة طولكرم.

## سيرته العسكرية والسياسية
التحق في شبابه بحركة التحرير الوطني الفلسطيني "فتح" والثورة الفلسطينية المعاصرة عقب انطلاقتهما عام 1965، وتولى قيادة الكتيبة العسكرية الخاصة في حركة فتح، وقاد الكتيبة في حرب أكتوبر عام 1973 على الجبهة المصرية، ثم عاد مع الكتيبة إلى لبنان عقب انتهاء الحرب.
عام 1975 تشكلت بقيادته "قوات أجنادين" العسكرية التابعة لحركة فتح، وقاد القوات في معارك الحرب الأهلية اللبنانية، كما تولت قواته حماية المخيمات الفلسطينية ومقرات القيادة الفلسطينية في المدن اللبنانية.
في عام 1982 قاد قواته لمواجهة القوات الإسرائيلية خلال حرب لبنان وحصار بيروت، ثم غادر بعدها لبنان برفقة قواته متوجهًا إلى الجزائر، ومن هناك في الجزائر قاد جسم حركة فتح في منطقة شمال إفريقيا، وكان عضوًا في المجلس الثوري لحركة فتح.
اُنتخِبَ في أغسطس 1988 عضوًا في اللجنة المركزية لحركة فتح خلال المؤتمر العام الخامس للحركة المنعقد في تونس، وقد استمر في منصبه كعضو في اللجنة المركزية للحركة حتى أغسطس 2009.
حينما عُرِض اتفاق أوسلو عام 1993 على اللجنة المركزية لحركة فتح فقد عارضه بشدة، وبعد توقيع الاتفاقية وعودة القيادة الفلسطينية من الجزائر وتونس إلى الأراضي الفلسطينية، فقد رفض العموري العودة إلى فلسطين في ظل السيطرة الإسرائيلية وقبل أن يتم تحرير كافة أراضيها، وبذلك قرر الاستقرار في العاصمة الأردنية عمان حتى اليوم الحاضر، وخدم في الدائرة السياسية في منظمة التحرير الفلسطينية.
كان العموري عضوًا في المجلس الوطني الفلسطيني في منظمة التحرير الفلسطينية، وفي عام 1996 رفض هو وفاروق القدومي تصاريح إسرائيلية للدخول إلى الضفة الغربية للمشاركة في اجتماعات المجلس الوطني الفلسطيني، وفي عام 2007 تمكن الرئيس الفلسطيني محمود عباس من الحصول على موافقة مسبقة من رئيس الوزراء الإسرائيلي في حينه إيهود أولمرت لدخول العموري والقدومي إلى الضفة الغربية لمدة ثلاثة أيام للمشاركة في اجتماعات اللجنة المركزية لحركة فتح ولكنهما رفضا ذلك أيضًا بالمطلق.
في مايو 1999 أجرى العموري وفاروق القدومي محادثات مع وزير الخارجية السوري فاروق الشرع في العاصمة السورية دمشق حول آخر مستجدات القضية الفلسطينية.
قُبيل انعقاد المؤتمر العام السادس لحركة فتح الذي عُقد في مدينة بيت لحم في أغسطس 2009، فقد التقى الرئيس الفلسطيني محمود عباس بالعموري في العاصمة عمان لمحاولة إقناعه بالمشاركة في المؤتمر، ولكن العموري رفض ذلك بشدة، واقترح العموري أن يتم عقد المؤتمر خارج الأراضي الفلسطينية ليتمكن الجميع من الحضور، فوقع "تلاسن حاد" بينه وبين الرئيس عباس الذي أصر على عقد المؤتمر داخل الأراضي الفلسطينية، وبذلك أعدّ العموري رسالة وداع حمّل فيها اللجنة المركزية لحركة فتح "تبعات النكبات والهزائم التي حلّت بالحركة". فور انعقاد المؤتمر في بيت لحم فقد قرر العموري عدم المشاركة فيه وعدم الترشح لانتخابات اللجنة المركزية لحركة فتح التي جرت خلال المؤتمر، وتَساءَلَ العموري قائلًا "كيف تعقد حركة مقاومة مؤتمرها تحت حراب الاحتلال؟".
اختير العموري في عام 2011 عضوًا في المجلس الاستشاري العام لحركة فتح المُستحدث في حينها لأول مرة.
العموري الذي يعد من أبرز شخصيات حركة فتح ومنظمة التحرير الفلسطينية يُعرف بأنه من المعارضين بشدة لنهج الرئيس الفلسطيني محمود عباس، كما يعد العموري من أشد معارضي اتفاقية أوسلو، ولم يبقى سوى العموري والقدومي من أعضاء اللجنة المركزية لحركة فتح في خارج فلسطين، حيث رفضا دخول الأراضي الفلسطينية.

## حياته الشخصية
والده هو إبراهيم العموري قائد "فصيل الزلزال" العسكري في الثورة الفلسطينية الكبرى، وشقيقه الأكبر هو الشاعر الفلسطيني جاسر إبراهيم العموري.
في أغسطس 2022 اتصل الرئيس الفلسطيني محمود عباس هاتفيًا بمحمد جهاد العموري مطمئنًا على صحته إثر تعرضه لوعكة صحية.

## وصلات خارجية
- عن محمد جهاد العموري، مركز رؤية للتنمية السياسية.